# Frank-Olaf Schreyer

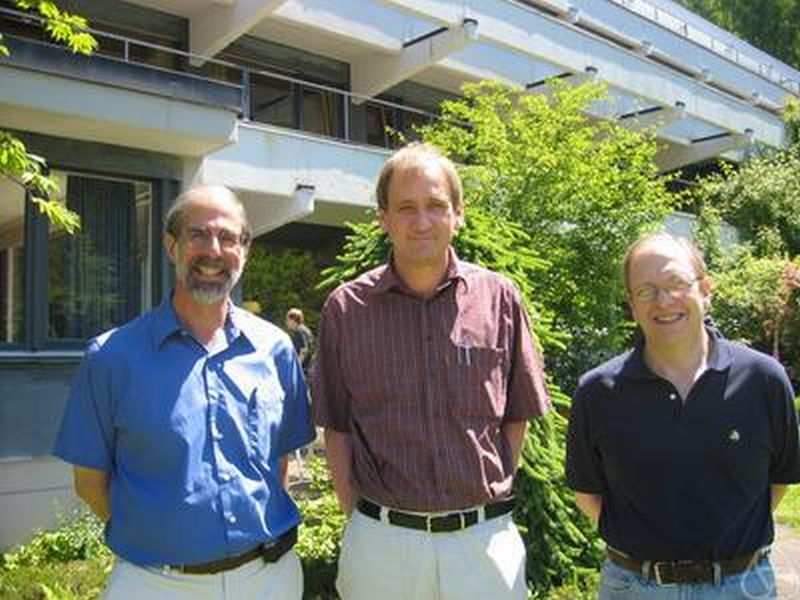
David Eisenbud (esquerda), Frank-Olaf Schreyer (centro), Joseph Daniel Harris (direita), Oberwolfach 2006

Frank-Olaf Schreyer é um matemático alemão, especialista em geometria algébrica  e geometria algébrica algorítmica.
Schreyer recebeu um doutorado em 1983 na Universidade Brandeis, com a tese Syzgies of Curves with Special Pencils, orientado por David Eisenbud. Schreyer foi professor da Universidade de Bayreuth sendo desde 2002 professor da Universidade do Sarre.
Foi palestrante convidado do Congresso Internacional de Matemáticos em Hyderabad. Em 2012 foi eleito fellow da American Mathematical Society.

## Publicações selecionadas
- Decker, Wolfram; Schreyer, Frank-Olaf (1986). «On the uniqueness of the Horrocks-Mumford-bundle». Mathematische Annalen. 273 (3): 415–443. MR 824431. doi:10.1007/bf01450731
- Schreyer, Frank-Olaf (1986). «Syzygies of canonical curves and special linear series». Mathematische Annalen. 275 (1): 105–137. MR 0849058. doi:10.1007/bf01458587
- Buchweitz, Ragnar-Olaf; Greuel, Gert-Martin; Schreyer, Frank-Olaf (1987). «Cohen-Macaulay modules on hypersurface singularities II». Inventiones Mathematicae. 88 (1): 165–182. MR 877011. doi:10.1007/bf01405096
- com D. Eisenbud, H. Lange, G. Martens: The Clifford dimension of a projective curve, Compositio Math., vol. 72, 1989, pp., 173–204
- A standard basis approach to syzygies of canonical curves, J. reine angew. Math., vol. 421, 1991, pp. 83–123
- editor com Klaus Hulek, Thomas Peternell, Michael Schneider: Complex Algebraic Varieties, Lecture Notes in Mathematics, Springer Verlag 1992 (Konferenz Bayreuth 1990)
- com W. Decker, L. Ein: Construction of surfaces in {\displaystyle \mathbb {P} ^{4}}, J. Alg. Geom., vol. 2, 1993, pp. 185–237
- com K. Ranestad: Varieties of sums of power, Journal für die reine und angewandte Mathematik, 2000, pp. 147–181
- com David Eisenbud: Sheaf Cohomology and Free Resolutions over Exterior Algebras, Arxiv 2000
- com W. Decker: Computational Algebraic Geometry Today, in: C. Ciliberto et al. (eds.), Application of Algebraic Geometry to Coding Theory, Physics and Computation, Kluwer 2001, pp. 65–119
- com D. Eisenbud, J. Weyman: Resultants and Chow forms via exterior syzygies, Journal of the American Mathematical Society, vol. 16, 2003, pp. 537–579
- com D. Eisenbud, G. Fløystad: Sheaf cohomology and free resolutions over exterior algebras, Transactions of the American Mathematical Society, vol. 355, 2003, pp. 4397–4426, Arxiv
- editor com Alicia Dickenstein, Andrew J. Sommese: Algorithms in Algebraic Geometry, Springer 2008
- com D. Eisenbud: Betti numbers of graded modules and cohomology of vector bundles, Journal of the American Mathematical Society, vol. 22, 2009, pp. 859–888
- com David Eisenbud: Betti Numbers of Syzygies and Cohomology of Coherent Sheaves, ICM 2010, Hyderabad, Arxiv
- com Burcin Erocal et al.: Refined Algorithms to Compute Syzygies, J. Symb. Comput., vol. 74, 2016, pp. 308–327, Arxiv